# Yugoslavia en los Juegos Paralímpicos
Yugoslavia en los Juegos Paralímpicos estuvo representada por el Comité Paralímpico Yugoslavo.
Participó en seis ediciones de los Juegos Paralímpicos de Verano, la primera presencia de la delegación yugoslava en estos Juegos tuvo lugar en Heidelberg 1972. El país obtuvo total de 78 medallas en las ediciones de verano: 22 de oro, 23 de plata y 33 de bronce.
En los Juegos Paralímpicos de Invierno participó en cuatro ediciones, siendo Örnsköldsvik 1976 la primera aparición de la delegación yugoslava en estos Juegos. El país consiguió una sola medalla en las ediciones de invierno: bronce en Innsbruck 1984.

## Medallero

### Por edición
| Evento                                | Oro | Plata | Bronce | Total |
| ------------------------------------- | --- | ----- | ------ | ----- |
| Heidelberg 1972                       | 1   | 1     | 2      | 4     |
| Toronto 1976                          | –   | –     | –      | –     |
| Arnhem 1980                           | 4   | 5     | 9      | 18    |
| Nueva York 1984 Stoke Mandeville 1984 | 11  | 10    | 11     | 32    |
| Seúl 1988                             | 4   | 4     | 11     | 19    |
| Barcelona 1992                        | –   | –     | –      | –     |
| Atlanta 1996                          | 2   | 2     | 0      | 4     |
| Sídney 2000                           | 0   | 1     | 0      | 1     |
| TOTAL                                 | 22  | 23    | 33     | 78    |

| Evento            | Oro | Plata | Bronce | Total |
| ----------------- | --- | ----- | ------ | ----- |
| Örnsköldsvik 1976 | 0   | 0     | 0      | 0     |
| Geilo 1980        | 0   | 0     | 0      | 0     |
| Innsbruck 1984    | 0   | 0     | 1      | 1     |
| Innsbruck 1988    | 0   | 0     | 0      | 0     |
| TOTAL             | 0   | 0     | 1      | 1     |

### Por deporte
| Evento        | Oro | Plata | Bronce | Total |
| ------------- | --- | ----- | ------ | ----- |
| Atletismo     | 12  | 11    | 19     | 42    |
| Golbol        | 1   | 0     | 1      | 2     |
| Natación      | 3   | 6     | 9      | 18    |
| Tenis de mesa | 4   | 4     | 3      | 11    |
| Tiro          | 2   | 2     | 0      | 4     |
| Voleibol      | 0   | 0     | 1      | 1     |
| TOTAL         | 22  | 23    | 33     | 78    |

| Evento       | Oro | Plata | Bronce | Total |
| ------------ | --- | ----- | ------ | ----- |
| Esquí alpino | 0   | 0     | 1      | 1     |
| TOTAL        | 0   | 0     | 1      | 1     |